# Carter megye (Montana)
Carter megye az Amerikai Egyesült Államokban, azon belül Montana államban található. Megyeszékhelye és legnagyobb városa Ekalaka. Lakosainak száma 1415 fő (2020. április 1.). Carter megye Fallon, Crook, Harding, Powder River, Custer és Butte megyékkel határos.

## Népesség
A megye népességének változása:
| Lakosok száma | 1155 | 1139 | 1172 | 1174 | 1180 | 1415 |
|               | 2010 | 2011 | 2012 | 2013 | 2015 | 2020 |